# Portlandia arctica
Portlandia arctica är en musselart som först beskrevs av John Edward Gray 1824.  Portlandia arctica ingår i släktet Portlandia och familjen Yoldiidae. Inga underarter finns listade i Catalogue of Life.